# Карл VII у своих вассалов
«Карл VII у своих вассалов» (фр. Charles VII chez ses grands vassaux , другие варианты перевода — «Карл VII в окружении своих вассалов», «Карл VII со своими вассалами») — историческая драма в стихах французского писателя Александра Дюма-отца, написанная и впервые поставленная на сцене в 1831 году. На её основе Цезарь Кюи создал оперу «Сарацин»

## Сюжет
Действие пьесы происходит во Франции в XV веке. Беранжера влюблена в своего мужа, графа Савуази, но он не отвечает ей взаимностью. Чтобы отомстить, она приказывает слуге, сарацину Якубу, убить графа. Тот влюблён в Беранжеру, но связан благодарностью по отношению к Савуази, когда-то спасшему его жизнь в Святой земле. В итоге Якуб всё же совершает убийство.
В числе персонажей пьесы есть исторические личности, король Франции Карл VII и его любовница Агнесса Сорель, но их Дюма ввёл, по словам Андре Моруа, «исключительно для завлекательности».

## Создание и оценки
Александр Дюма создал драму о Карле VII в 1831 году. Известно, что, придя в восторг от стихотворной пьесы Виктора Гюго «Марион Делорм», он решил переписать своё произведение в прозе, но его отговорили актёры. Премьерный спектакль состоялся 20 октября 1831 года в парижском театре Одеон. Дюма ждал триумфа и поэтому взял с собой в театр семилетнего сына (тот оставил воспоминания об этом дне), но публика встретила пьесу холодно — в основном из-за неудачного подбора актёров. В дальнейшем «Карл VII» всё-таки собрал хорошую кассу.
Фонтане охарактеризовал «Карла VII» как пьесу «эклектичную и орнаментальную», «гораздо ниже обычного уровня Дюма». По мнению Моруа, эта драма примечательна только несколькими монологами Якуба, в которых персонаж рассуждает о расовых предрассудках (эта тема была актуальна для Дюма, внука негритянки).
На основе «Карла VII» русский композитор Цезарь Кюи создал оперу «Сарацин» (либретто написал Владимир Стасов).